# William V. B. Marsden
William V. B. Marsden (n. 1860, Southport, Anglia, Regatul Unit al Marii Britanii și Irlandei – d. 1942, Sleaford, Anglia, Regatul Unit) a fost un trăgător de tir ce a reprezentat Regatul Unit al Marii Britanii și al Irlandei de Nord, medaliat olimpic. A participat la o ediție a Jocurilor Olimpice (1908) în care a câștigat o medalie de bronz.

## Participări
Lista de mai jos prezintă principalele competiții la care a participat William V. B. Marsden de-a lungul carierei.
- shooting at the 1908 Summer Olympics – men's moving target small-bore rifle[*]